# توموكي إيواتا
توموكي إيواتا (باليابانية: 岩田 智輝) (7 أبريل 1997 في أويتا في اليابان – )؛ هو لاعب كرة قدم ياباني سابق كان يلعب كلاعب وسط.

## وصلات خارجية
- توموكي إيواتا على موقع رابطة كرة القدم اليابانية للمحترفين (اليابانية)
- توموكي إيواتا على موقع إي إس بي إن إف سي (الإنجليزية)
- توموكي إيواتا على موقع قاعدة بيانات كرة القدم.إي يو (الإنجليزية)
- توموكي إيواتا على موقع ناشيونال فوتبول تيمز (الإنجليزية)
- توموكي إيواتا على موقع Soccerbase.com (لاعب) (الإنجليزية)
- توموكي إيواتا على موقع Soccerway.com (الإنجليزية)
- توموكي إيواتا على موقع عالم كرة القدم.نت (الإنجليزية)